# Nissan Sunny
Nissan Sunny (укр. Ніссан Санні) — легковий автомобіль компактного класу японського автовиробника Nissan Motor Co, LTD. Виробництво почате в 1966 році з моделі Datsun 1000 і досі здійснюється для ринків Африки, Америки і Шрі-Ланки, хоча в Японії було закінчено в 2004 році. На Shanghai Auto Show в 2010 році була представлена нова серія Sunny N17, так само відома як Nissan Versa.
На ринку США останні моделі відомі як Nissan Sentra, в Мексиці — Nissan Tsuru. У західній Європі, частина автомобілів продані під марками Nissan Pulsar і Nissan Almera, однак у 2007 році були замінені автомобілями Nissan Tiida.
Цікаво, що назва Сонячний використовувалося для інших моделей Nissan, які не є частиною серії B, в основному при експорті різних версій Nissan Pulsar.

## Історія
Перший автомобіль експортований як Datsun 1000, був випущений у вересні 1966 року, у двох модифікаціях кузова: дводверний седан (B10) і універсал (VB10).
Вперше автомобіль з поперечно розташованим двигуном із серії Nissan Sunny з'явився в 1981 році. Дана модель не отримала широкого розповсюдження, і в 1986 році випускається оновлена версія Nissan Sunny. Ця модель отримала ширші технічні можливості за рахунок компонування кількома варіантами чотирициліндрових бензинових двигунів. Крім того, пропонувалися кілька варіантів кузова і оснащеності всередині салону. На початку дев'яностих років Nissan Sunny проходить ще декілька етапів модернізації. Автомобіль отримує новий бензиновий силовий агрегат потужністю 143 к. с. У 2000 році був проведений додатковий рестайлінг зовнішнього вигляду і автомобіль став ідентичний європейським аналогом Nissan Almera N16 за винятком решітки радіатора і передній кромки капота. У 2003 році Sunny пережив черговий рестайлінг і отримав нові задні ліхтарі, що нагадують ліхтарі Nissan Teana, і нові передні фари в єдиному блоці з поворотниками.

## Серія B

### B10

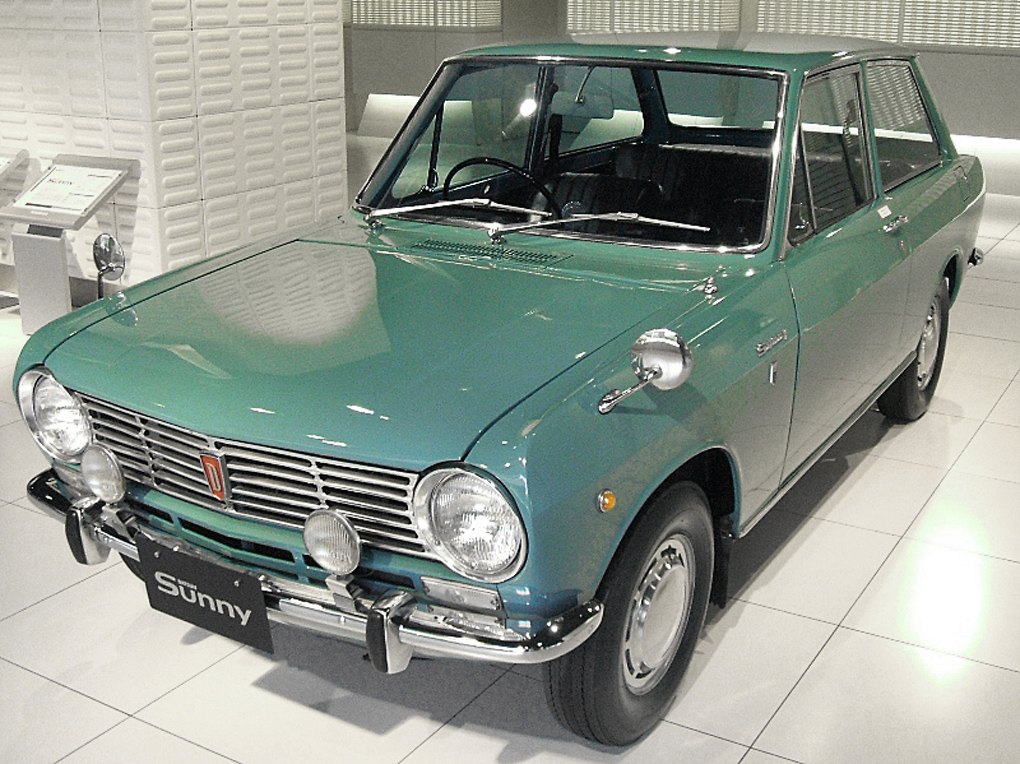
Nissan Sunny B10

Випускалася з вересня 1966 по грудень 1969 року.

### B110

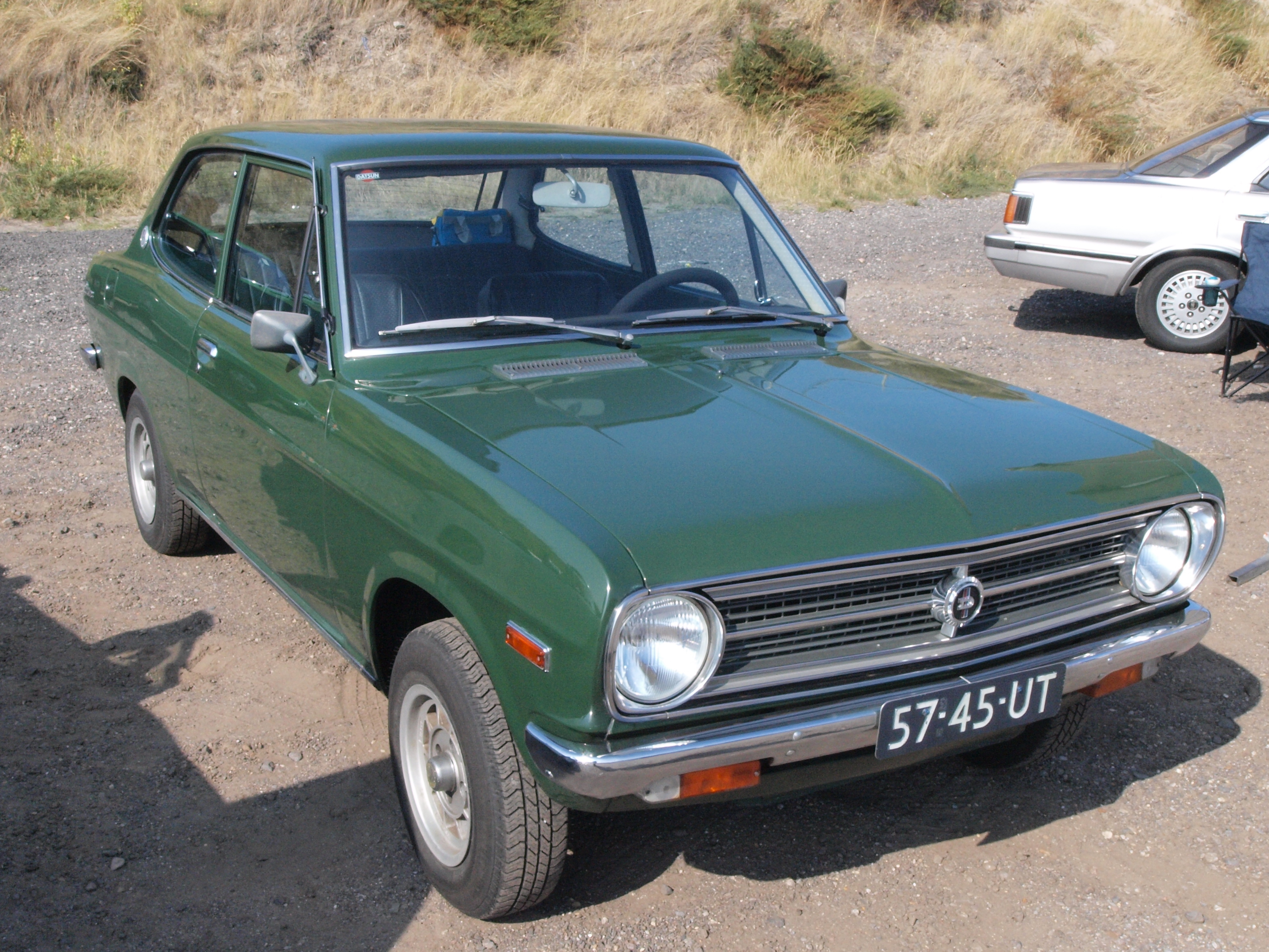
Datsun 1200 (Nissan Sunny B110)

Друге покоління Sunny випускалося з 1970 року і було відомо так само як Datsun 1200. Вона більша за B10 і максимально наближена до її основного конкурента, такої ж популярної Toyota Corolla.

### B120 Sunny Truck
Випускався з лютого 1971 до 1985 року, на базі легкового шасі B110.

### B210

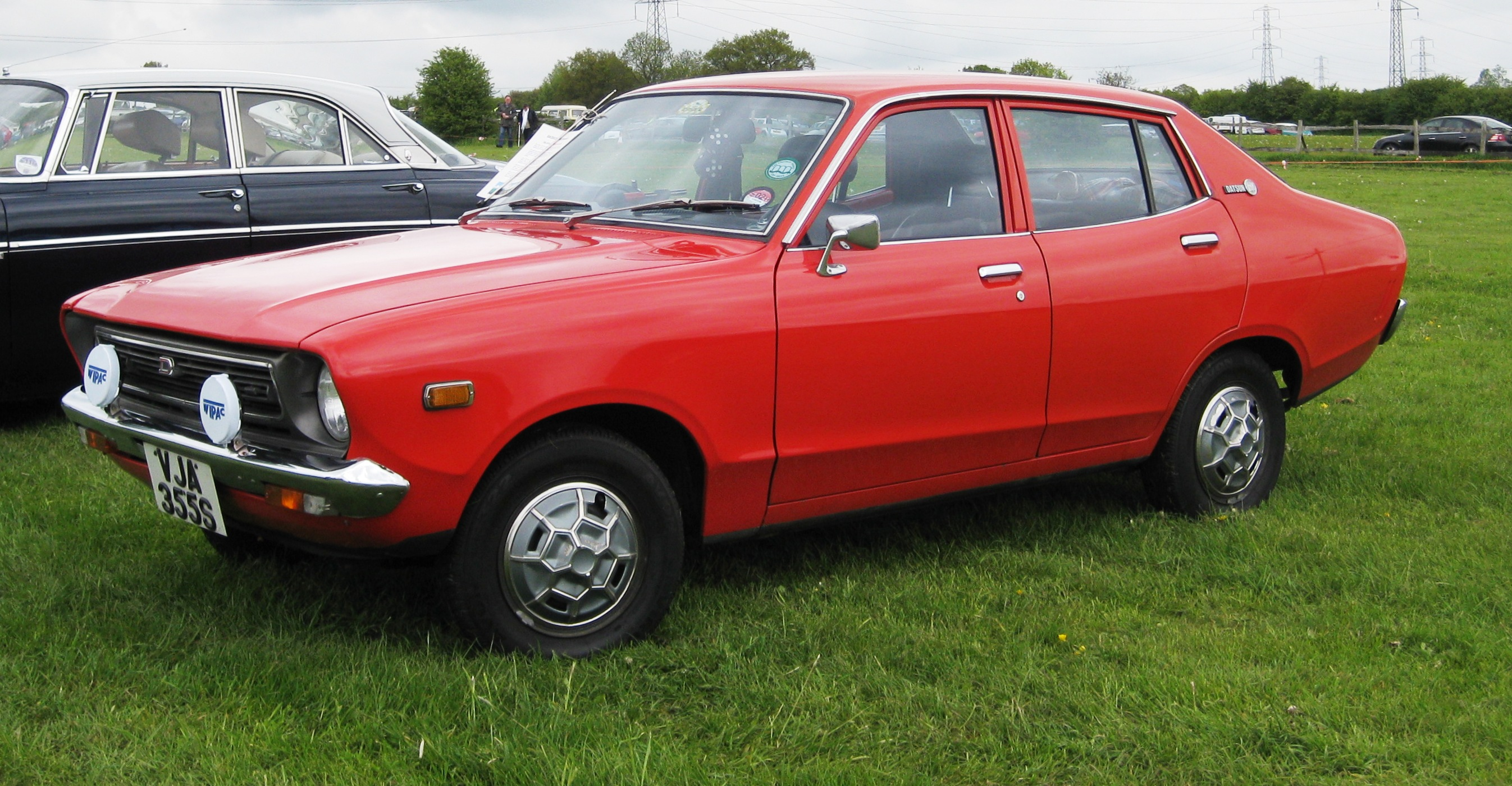
Nissan Sunny B210

Третє покоління, яке випускається з 1973 по 1978 рік, було дуже популярно.

### B310

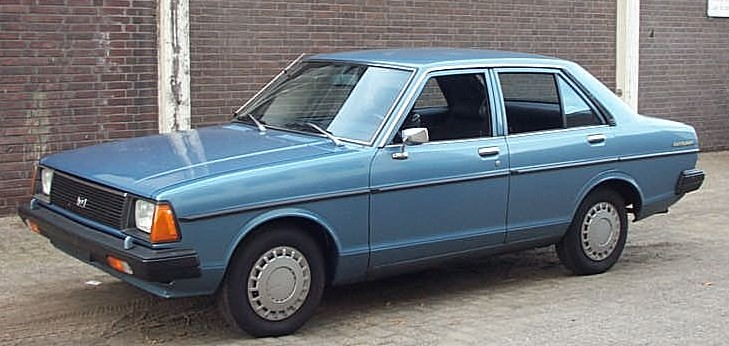
Nissan Sunny B310

Випускалася з 1978 по 1982 роки. Була останньою Sunny продаваною під маркою Datsun в Японії.

### B15

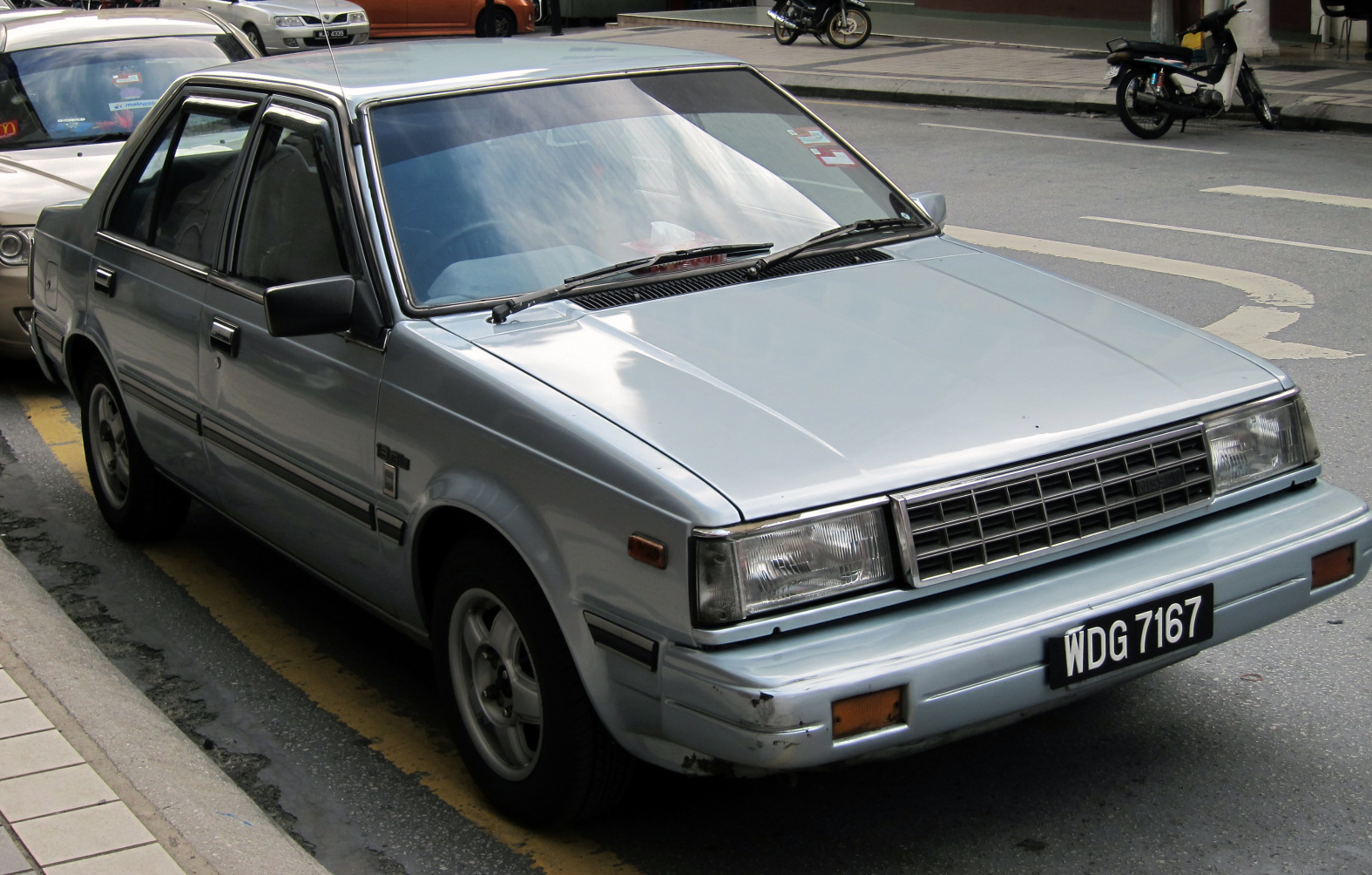
Nissan Sunny B11
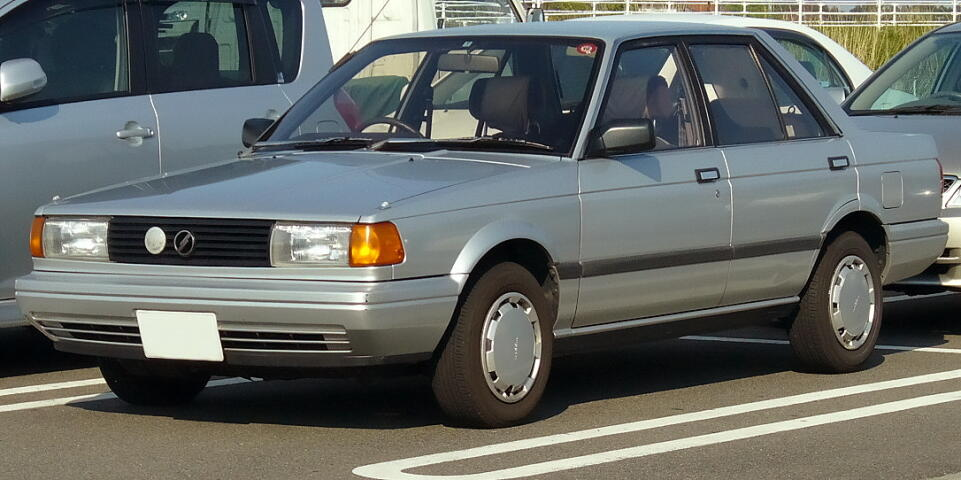
Nissan Sunny B12
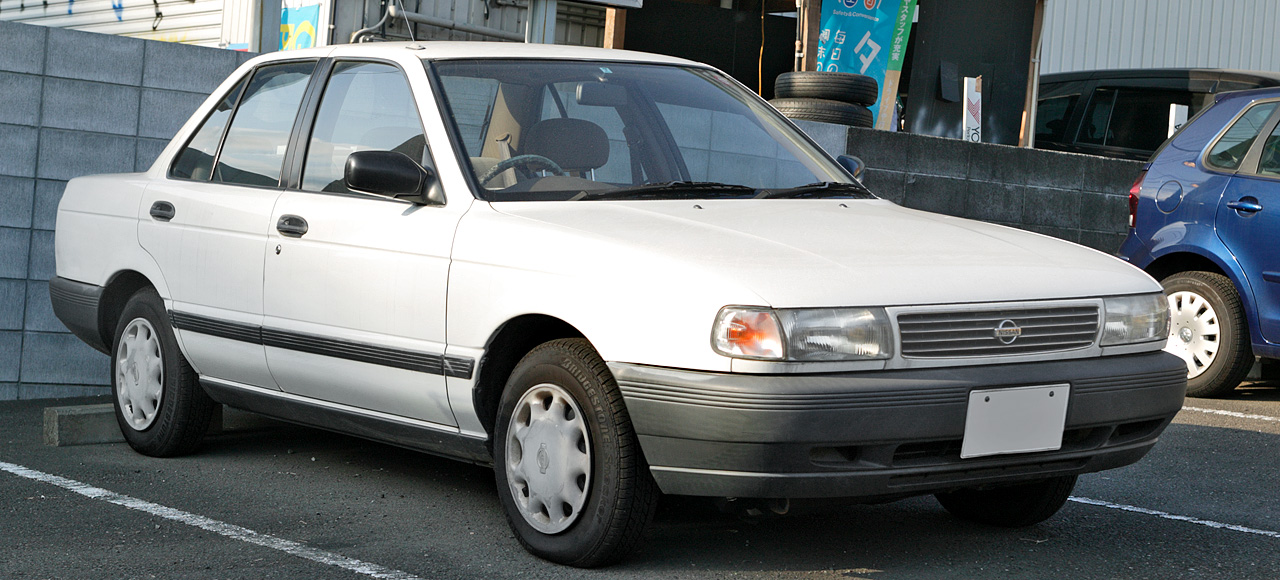
Nissan Sunny B13
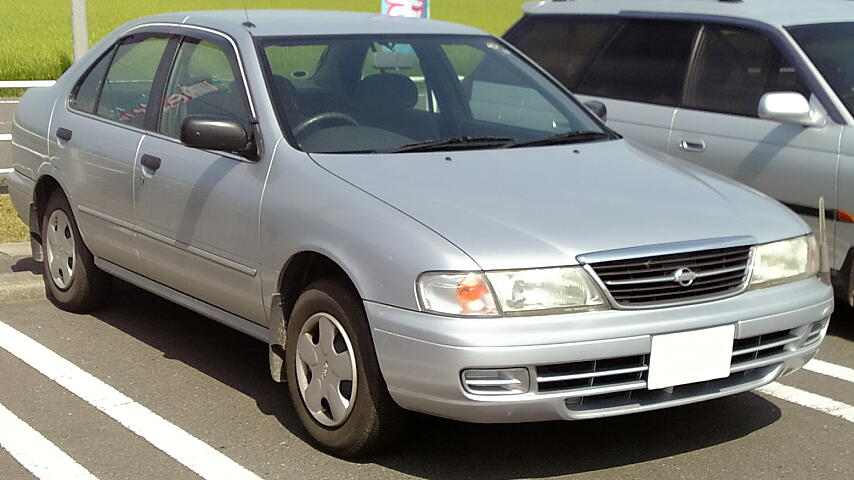
Nissan Sunny B14
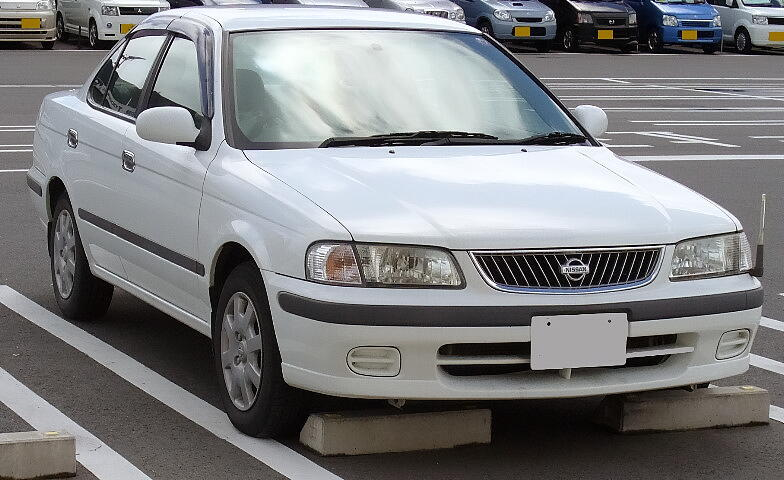
Nissan Sunny B15

## Серія N (Моделі Pulsar під назвою Sunny)

### Nissan Sunny (N13)

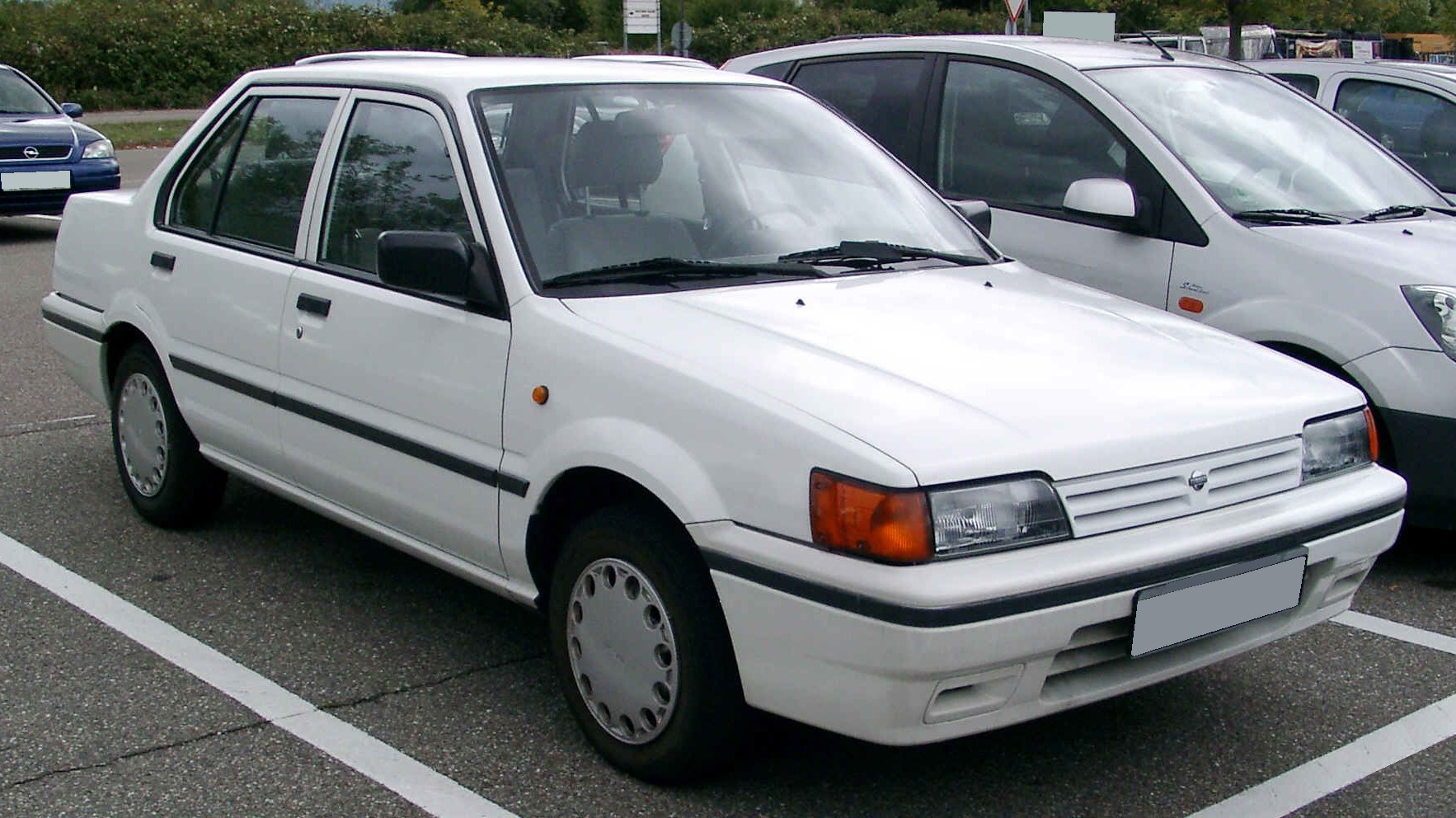
Nissan Sunny N13

Роки виробництва 1986—1990, клас С, тип кузова — седан або хетчбек, передній привід.

#### Двигуни
- 988 см3 E10 I4
- 1270 см3 E13 I4
- 1392 см3 GA14S/GA14DS I4
- 1487 см3 E15 I4
- 1497 см3 GA15S I4
- 1597 см3 E16 I4
- 1597 см3 GA16S I4
- 1598 см3 16LF (GM) I4 (Австралія)
- 1598 см3 CA16DE DOHC I4
- 1796 см3 18LE (GM) I4 (Австралія)
- 1809 см3 CA18DE DOHC I4
- 1680 см3 CD17 diesel I4

### Nissan Sunny (N14)

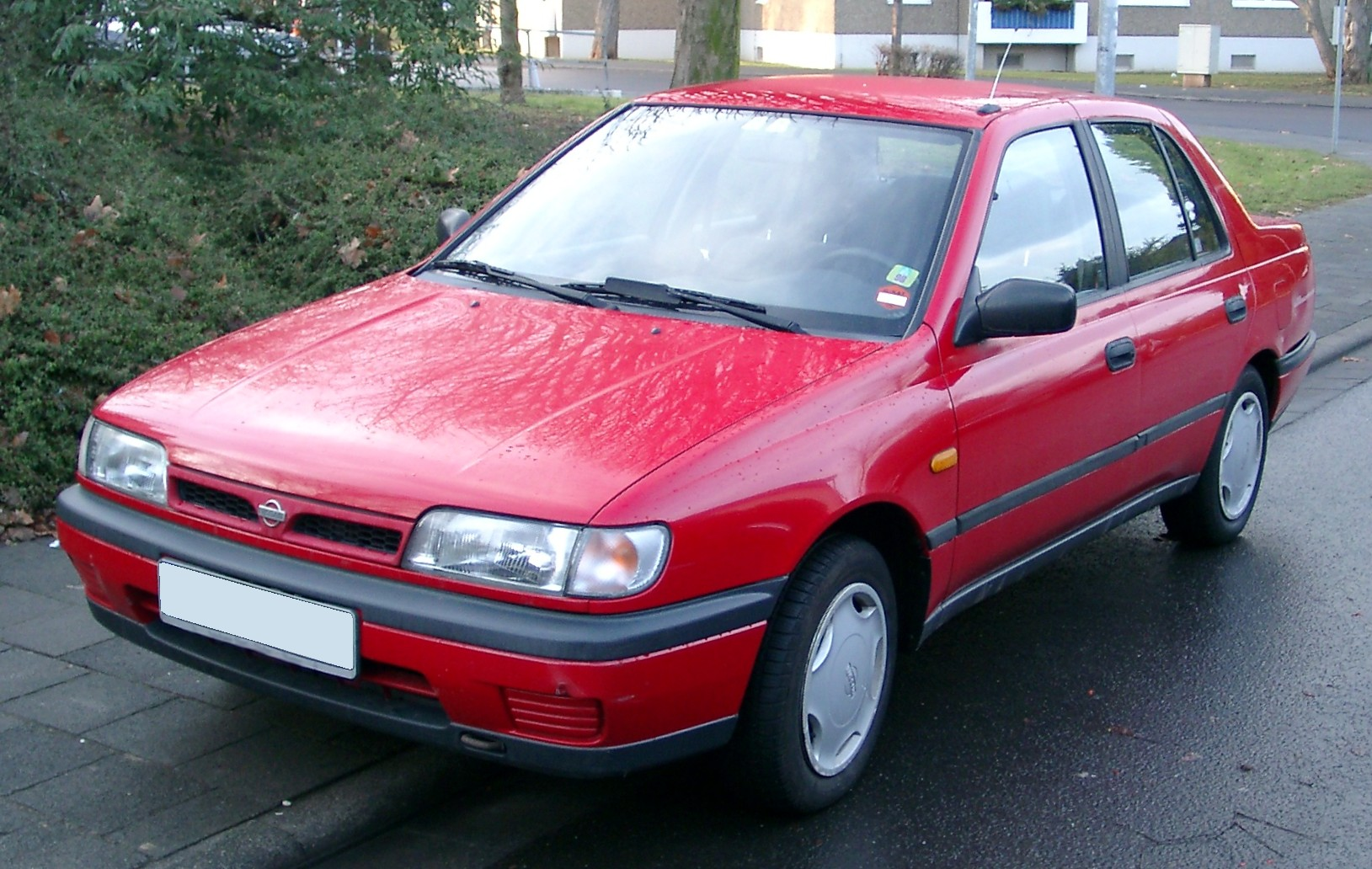
Nissan Sunny N14

Роки виробництва 1990—1995, клас С, тип кузова — седан або хетчбек, передній привід. В 1995 році ця модель була замінена автомобілем Nissan Almera.
Sunny — дуже екологічний автомобіль, повністю відповідає обмеженням «зеленого» оподаткування. Крім того, дана модель відрізняється економічністю. Модифікації, оснащені двигунами об'ємом 1,3 або 1,5 літра, використовують як 5-ступеневу механічну коробку передач, так і 4-ступеневу АКПП. Існує модифікація з повним приводом, вона комплектується 1,8-літровим двигуном.

#### Двигуни
- 1,3 л GA13DS I4
- 1,4 л GA14DS/GA14DE I4
- 1,5 л GA15DS I4
- 1,6 л GA16DS/GA16DE/GA16DNE I4
- 1,8 л SR18DE I4
- 2,0 л SR20DE I4
- 2,0 л SR20DET turbo I4
- 1,7 л CD17 diesel I4

#### Nissan Sunny GTi-R
З 1990 по 1995 року на основі Nissan Sunny/Pulsar (N14) виготовлявся спортивний 3-дверний хетчбек Nissan Sunny GTi-R, з повним приводом, турбодвигуном SR20DET 2,0 л, потужністю 220—227 к. с. На японському ринку автомобіль називався Nissan Pulsar GTi-R.
Спеціально підготовлені моделі брали участь в Чемпіонаті світу з ралі (WRC) в групі A.

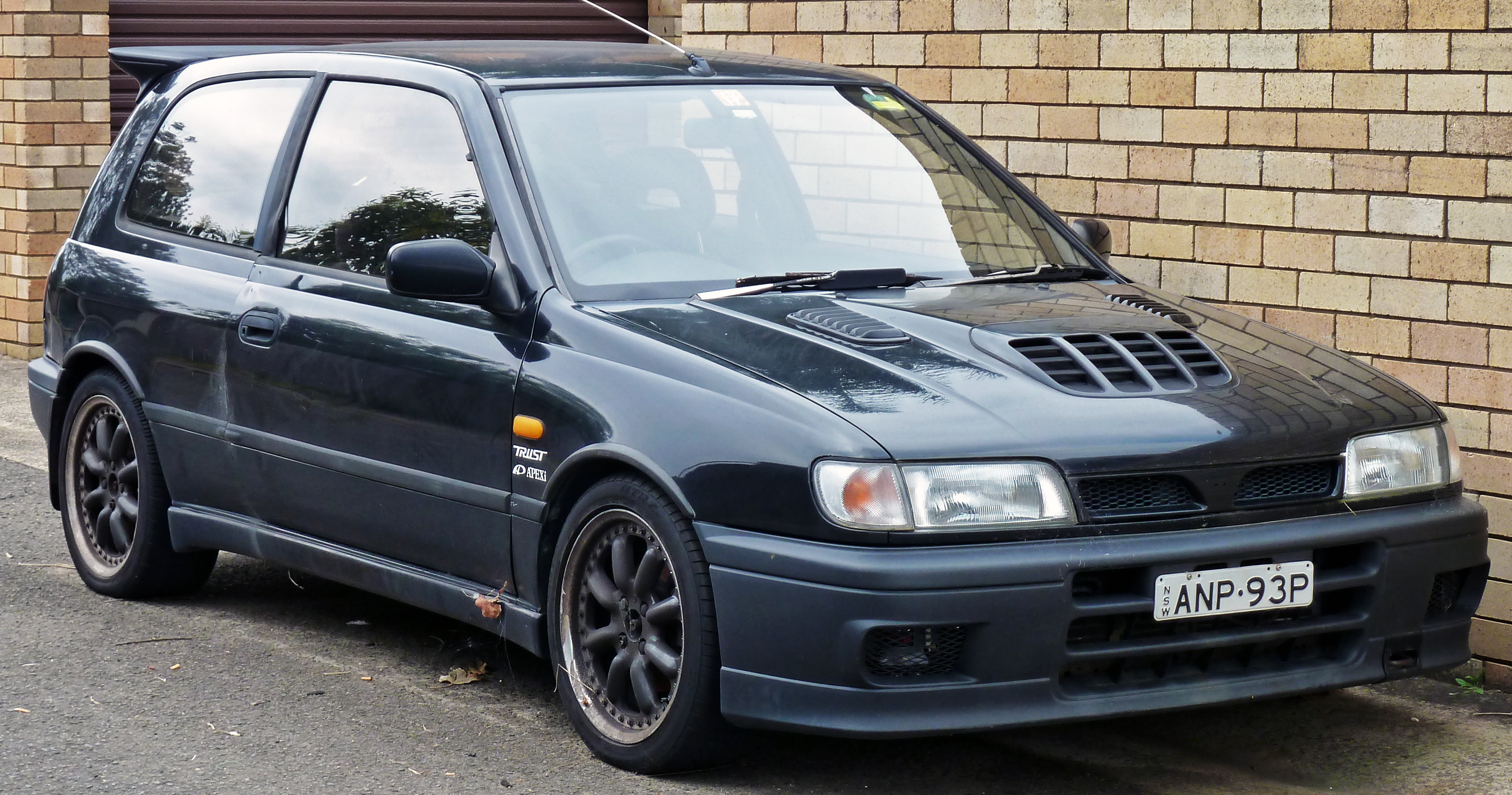
Nissan Pulsar GTi-R
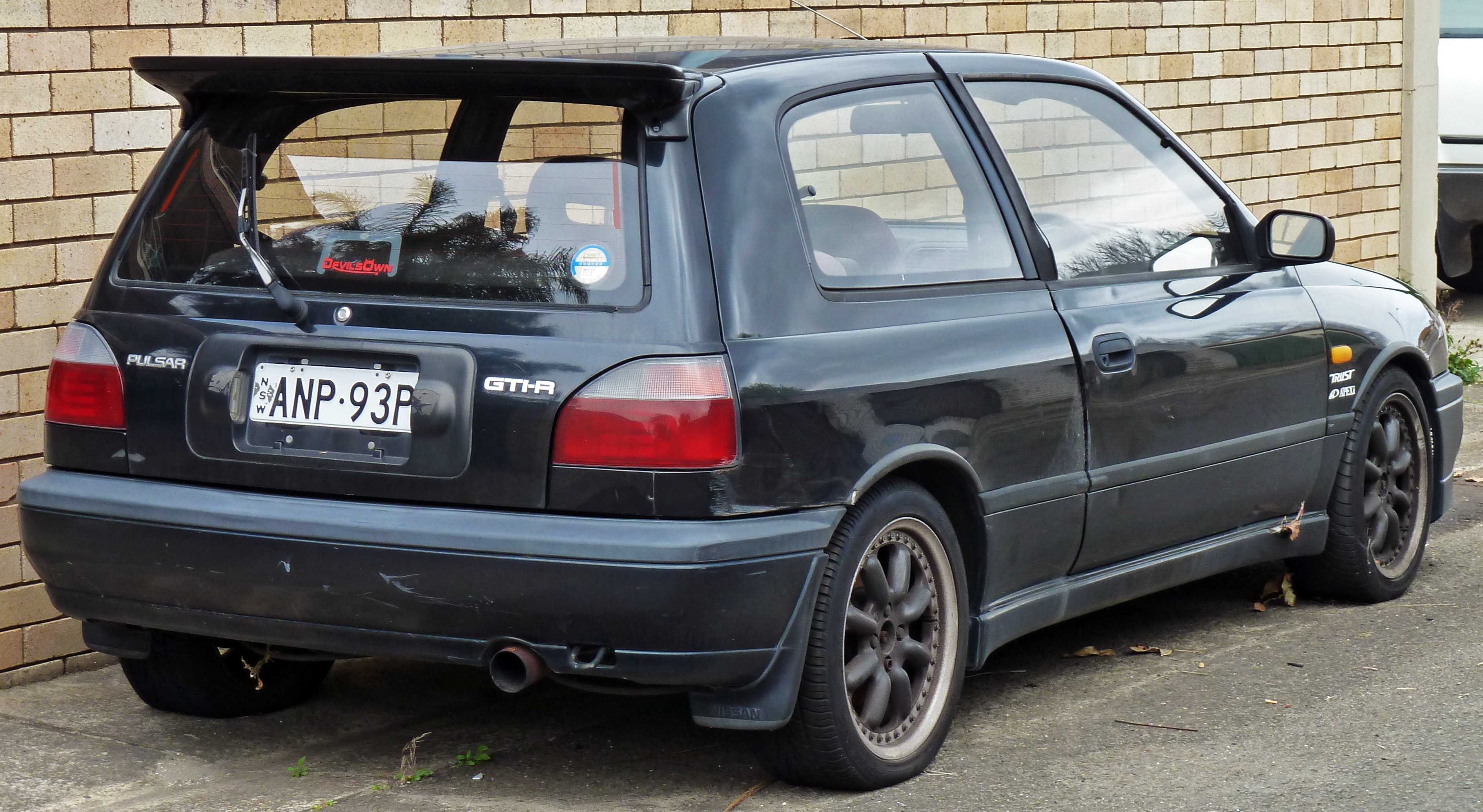
Nissan Pulsar GTi-R
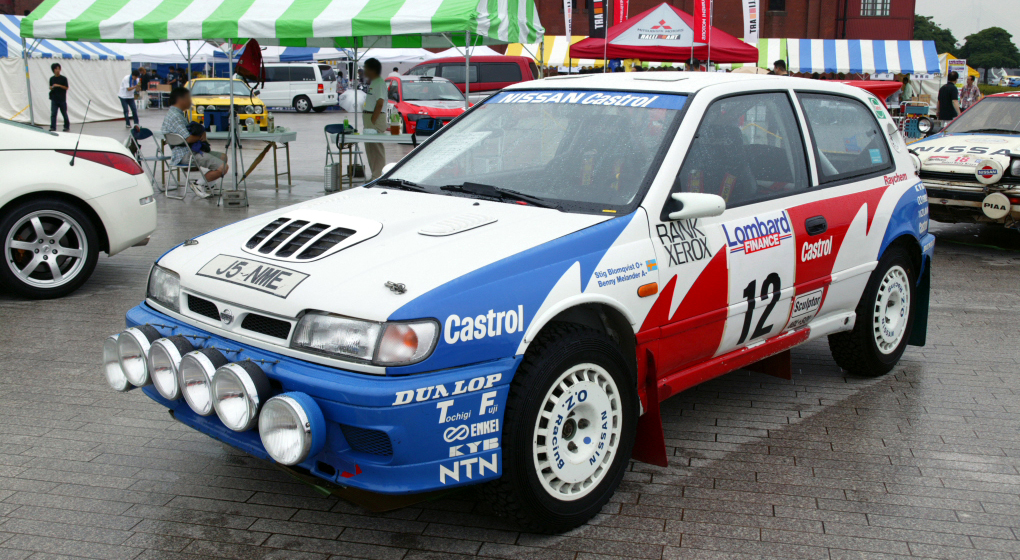
Nissan Pulsar WRC групи А

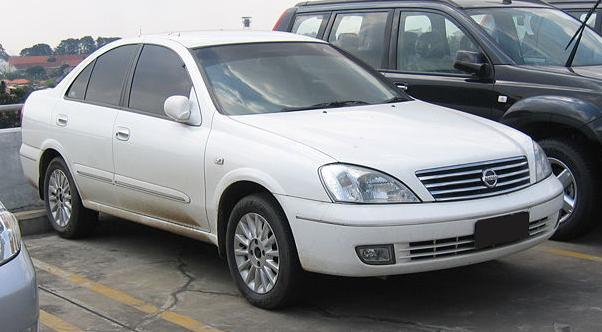
Nissan Sunny N16

### Nissan Sunny (N17)

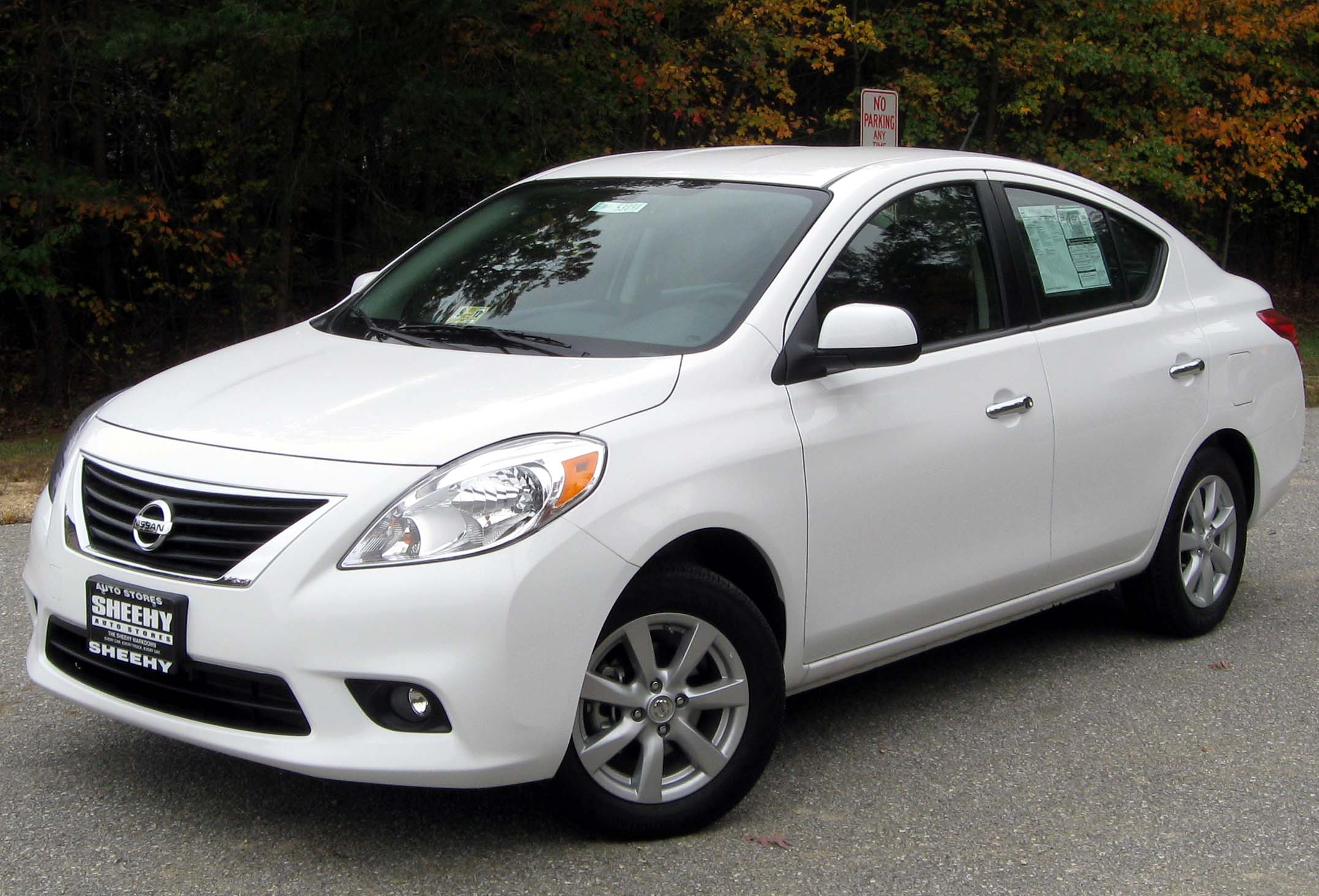
Nissan Sunny N17

Nissan Sunny N17 була представлена на автосалоні в Шанхаї 2010 році, так само відома як Nissan Versa.

## Цікаві Факти
Автомобіль Nissan Sunny в кузові B12 знявся на початку 15 серії «Кабаре Маски-Шоу» як автомобіль персонажа Георгія Делієва, який спочатку позбувся даху, потім задньої частини, потім розвалився навпіл. У результаті персонаж Делієва добрався до кабаре з одним кермом в руках.